# Pałac Parlamentu

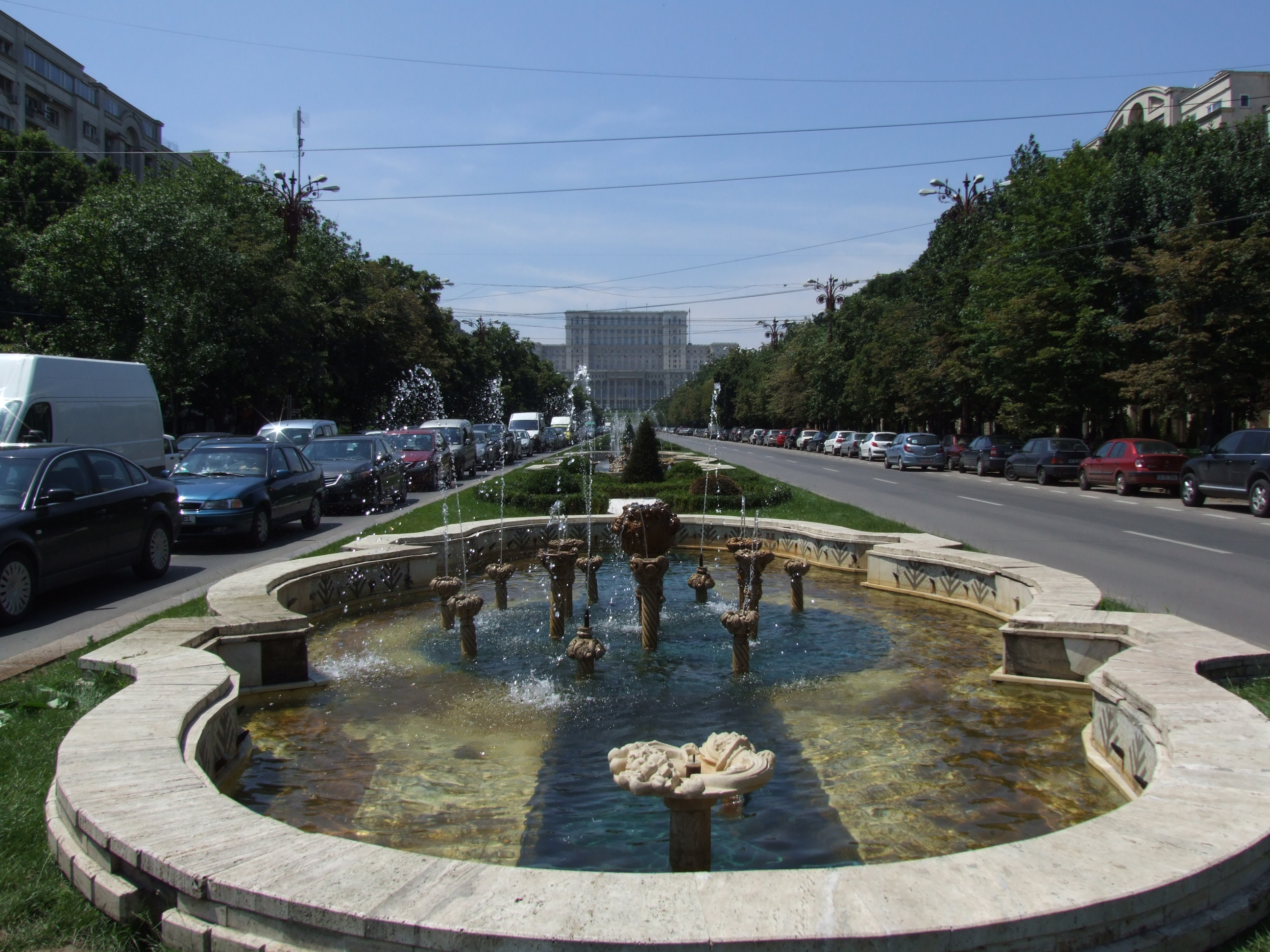
Sylwetka Pałacu widoczna na końcu Bulevardul Unirii

Pałac Parlamentu (rum. Palatul Parlamentului) – budynek rządowy (siedziba parlamentu) znajdujący się w stolicy Rumunii, Bukareszcie, dawniej znany jako Dom Ludu (rum. Casa Poporului), obecnie jest jednym z największych budynków na świecie.

## Budowa
Rozpoczęcie budowy pałacu wymagało rozbiórki około 7 km² centrum starego miasta i przesiedlenia około 40 000 ludzi z terenu planowanej budowy. Wyburzenia rozpoczęto w 1980, objęły one kilka kwartałów kamienic oraz kilkanaście budynków sakralnych – pretekstem do wyburzeń było trzęsienie ziemi w Bukareszcie w 1977. Projekt obejmował wzniesienie monumentalnej dzielnicy rządowej, na którą oprócz pałacu miały składać się m.in. Ministerstwo Obrony Narodowej, Rumuńska Akademia Nauk, Hotel Marriott oraz szeroki „Bulevardul Unirii”. Budowę pałacu rozpoczęto w 1983, nadzorował ją sztab 700 architektów i 20 tysięcy robotników.
Po rewolucji ustrojowej w Rumunii w 1989 pałac był ukończony w 80%. Nazwano go „Pałacem Narodu” i zastanawiano się nad nowym przeznaczeniem pałacu. Szukano też inwestora, który dokończyłby budowę. Chętnym do zakupu i dokończenia obiektu był m.in. Rupert Murdoch, który powiedział, że zamierza w budynku otworzyć największe na świecie kasyno. Po tej deklaracji zdecydowano, że budynek pozostanie w rumuńskich rękach i będzie służył narodowi rumuńskiemu. W 1997 pałac został w całości wybudowany. Od 1994 jest on siedzibą Izby Deputowanych, niższej izby parlamentu Rumunii, a od 2005 również jego wyższej izby – Senatu. 
W 1989 koszt budowy oszacowano na 1,75 miliardów dolarów amerykańskich, w roku 2006 wartość wszystkich prac wzrosła do 3 miliardów euro.

## Architektura
Pałac nawiązuje do budynków neoklasycystycznych o eklektycznym charakterze. Łączna powierzchnia zabudowy wynosi 830 tysięcy m². Budynek podzielony jest na 3 części, każda z nich różni się przeznaczeniem. Pałac posiada około 1100 pomieszczeń, w 440 z nich mieszczą się biura, ponadto znajduje się tu 30 wielofunkcyjnych sal, 4 restauracje, 3 biblioteki, dwa parkingi podziemne, jedna sala koncertowa.
Pałac posiada 12 nadziemnych kondygnacji, pod ziemią znajduje się osiem poziomów, z których cztery wciąż nie są wdrożone do eksploatacji.
Budowla wykonana jest w całości z materiałów pochodzących z Rumunii. Podczas budowy zużyto milion metrów sześciennych marmuru pochodzącego z Siedmiogrodu, trzy i pół tysiąca ton kryształu do skonstruowania 480 żyrandoli (największy z nich waży 2,5 tony), na sufitach zamontowano 1409 mniejszych punktów świetlnych, wykorzystano 700 tysięcy ton stali i brązu do wykonania monumentalnych drzwi i okien, do pokrycia drewnianych posadzek i parkietów zużyto 900 tysięcy m³ drewna. Ponadto wnętrze upiększono kosztownymi dywanami zajmującymi powierzchnię 200 tysięcy m².